# Добрнеж
Добрнеж (словен. Dobrnež) је насељено место у општини Словенске Коњице, Савињска регија, Словенија.

## Историја
До територијалне реорганизације у Словенији био је у саставу старе општине Словенске Коњице.

## Становништво
У попису становништва из 2011. године, Добрнеж је имао 112 становника.
| Број становника према пописима | Број становника према пописима | Број становника према пописима |
| ------------------------------ | ------------------------------ | ------------------------------ |
| 1991                           | 2002                           | 2011                           |
| 132                            | 117                            | 112                            |

Напомена: Године 2013. извршена је мања размена територије између насеља Добрнеж и Вешеник.